# Martin Abadir
Martin Abadir (* 19. Juni 1981 in Oleśnica) ist ein aus Polen stammender Handballspieler mit österreichischer Staatsbürgerschaft.

## Karriere
Der 1,96 Meter große und 110 Kilogramm schwere Spieler begann seine aktive Profi-Karriere 2001 bei den Aon Fivers Margareten. Davor war er in der Jugend bei WAT Fünfhaus aktiv. Mit den Aon Fivers spielte er im EHF-Pokal (2006, 2008 und 2009) sowie im Europapokal der Pokalsieger (2009).
2009 sowie 2012 erreichte er mit dem Handballclub Fivers Margareten den Pokalsieg und in der Saison 2010/11 den Meistertitel.
Nach der Saison 2012/13 beendete Martin Abadir seine Profikarriere bei den Fivers, in seiner Freizeit spielt er für den Vöslauer HC. Bereits im ersten Jahr bei den Niederösterreichern schaffte er mit ihnen den Aufstieg in die Handball Bundesliga Austria. 2015 verließ er den Vöslauer HC.
Für die österreichische Handballnationalmannschaft erzielte er in 66 Einsätzen 91 Tore.

## Erfolge
- 1 × Österreichischer Meister (mit den Aon Fivers)
- 2 × österreichischer Pokalsieger (mit den Aon Fivers)